# Atletismo nos Jogos Pan-Americanos de 2011 - 400 m feminino
A competição dos 400 m rasos feminino foi um dos eventos do atletismo nos Jogos Pan-Americanos de 2011, em Guadalajara. Foi disputada no Estádio Telmex de Atletismo entre os dias 24 e 25 de outubro.

## Calendário
Horário local (UTC-6).
| Data          | Horário | Fase         |
| ------------- | ------- | ------------ |
| 24 de outubro | 14:45   | Qualificação |
| 24 de outubro | 17:30   | Semifinais   |
| 25 de outubro | 17:40   | Final        |

## Medalhistas
| Ouro   | COL Jennifer Padilla |
| Prata  | CUB Daisurami Bonne  |
| Bronze | BRA Geisa Coutinho   |

## Recordes
Recordes mundial e pan-americano antes da disputa dos Jogos Pan-Americanos de 2011.
| Tipo                             | Atleta             | Tempo | Local    | Data                 |
| -------------------------------- | ------------------ | ----- | -------- | -------------------- |
|                                  | Marita Koch        | 47.60 | Camberra | 6 de outubro de 1985 |
| Recorde dos Jogos Pan-Americanos | Ana Fidelia Quirot | 49.61 | Havana   | 5 de agosto de 1991  |

## Resultados

### Semifinais
As três melhores atletas de cada bateria mais as duas atletas mais velozes, se classificaram para as finais.
| Pos. | Bateria | Atleta            | País                         | Tempo | Obs.                 |
| ---- | ------- | ----------------- | ---------------------------- | ----- | -------------------- |
| 1    | 2       | Jennifer Padilla  | COL Colômbia                 | 51.76 | Q                    |
| 2    | 2       | Daisurami Bonne   | CUB Cuba                     | 52.20 | Q                    |
| 3    | 2       | Patricia Hall     | JAM Jamaica                  | 52.47 | Q                    |
| 4    | 2       | Geisa Coutinho    | BRA Brasil                   | 52.56 | q                    |
| 5    | 1       | Norma González    | COL Colômbia                 | 52.67 | Q                    |
| 6    | 1       | Aymée Martínez    | CUB Cuba                     | 52.76 | Q                    |
| 7    | 1       | Joelma Sousa      | BRA Brasil                   | 52.96 | Q                    |
| 8    | 1       | Raysa Sánchez     | DOM República Dominicana     | 53.08 | q                    |
| 9    | 1       | Nallely Vela      | MEX México                   | 53.29 |                      |
| 10   | 1       | Christian Brennan | CAN Canadá                   | 53.34 |                      |
| 11   | 1       | Leslie Cole       | USA Estados Unidos           | 53.38 |                      |
| 12   | 2       | Kineke Alexander  | VIN São Vicente e Granadinas | 53.42 | Recorde da temporada |
| 13   | 2       | Jessica Cousins   | USA Estados Unidos           | 54.38 |                      |
| 14   | 2       | Kanika Beckles    | GRN Granada                  | 56.43 |                      |

### Final
| Pos.              | Atleta           | País                     | Tempo | Obs.            |
| ----------------- | ---------------- | ------------------------ | ----- | --------------- |
| Medalha de ouro   | Jennifer Padilla | COL Colômbia             | 51.53 | Recorde pessoal |
| Medalha de prata  | Daisurami Bonne  | CUB Cuba                 | 51.69 | Recorde pessoal |
| Medalha de bronze | Geisa Coutinho   | BRA Brasil               | 51.87 |                 |
| 4                 | Aymée Martínez   | CUB Cuba                 | 52.09 |                 |
| 5                 | Norma González   | COL Colômbia             | 52.18 |                 |
| 6                 | Joelma Sousa     | BRA Brasil               | 52.34 |                 |
| 7                 | Patricia Hall    | JAM Jamaica              | 52.69 |                 |
| 8                 | Raysa Sánchez    | DOM República Dominicana | 52.86 |                 |

Legenda
| Recorde mundial                  | Recorde mundial (World record)               |                       | Recorde africano                      | Recorde africano (African) |                                           | Q | Classificado por posição (Qualified) |
| Recorde dos Jogos Pan-Americanos | Recorde pan-americano (Pan-American record)  | Recorde da América    | Recorde da América (Americas)         | q                          | Classificado por melhor tempo (Qualified) |   |                                      |
| Melhor marca do ano              | Melhor marca do ano (World leading)          | Recorde asiático      | Recorde asiático (Asian)              | DNS                        | Não largou (Did not start)                |   |                                      |
| Recorde nacional                 | Recorde nacional (National record)           | Recorde europeu       | Recorde europeu (European)            | DNF                        | Não terminou (Did not finish)             |   |                                      |
| Recorde pessoal                  | Recorde pessoal do atleta (Personal best)    | Recorde da Oceania    | Recorde da Oceania (Oceania)          | DSQ / DQ                   | Desclassificado (Disqualified)            |   |                                      |
| Recorde da temporada             | Recorde da temporada do atleta (Season best) | Recorde sul-americano | Recorde sul-americano (South America) | NM                         | Sem marca (No mark)                       |   |                                      |